# Муравейник (Ростовская область)
Мураве́йник — хутор в Белокалитвинском районе Ростовской области.
Входит в состав Нижнепоповского сельского поселения.

## Население
| 1989 | 2002 | 2010 |
| ---- | ---- | ---- |
| 107  | ↘82  | ↘41  |

## Улицы
На хуторе имеются две улицы: Прямая и Степная.

## Достопримечательности
Территория Ростовской области была заселена еще в эпоху неолита. Люди, живущие на древних стоянках и поселениях у рек, занимались в основном собирательством и рыболовством. Степь для скотоводов всех времён была бескрайним пастбищем для домашнего рогатого скота. От тех времен осталось множество курганов с захоронениями  жителей этих мест. Курганы и курганные группы находятся на государственной охране.
Поблизости от территории хутора Муравейник Белокалитвинского района расположено несколько достопримечательностей – памятников археологии. Они охраняются в соответствии с Федеральным законом от 25.06.2002 N 73-ФЗ «Об объектах культурного наследия (памятниках истории и культуры) народов Российской Федерации", Областным законом от 22.10.2004 N 178-ЗС "Об объектах культурного наследия (памятниках истории и культуры) в Ростовской области», Постановлением Главы администрации РО от 21.02.97 N 51 о принятии на государственную охрану памятников истории и культуры Ростовской области и мерах по их охране и др. 
- Курганная группа «Муравейник I» из 5 курганов. Находится в 2,0 километрах к северо-востоку от хутора Муравейник.
- Курган «Большой Мамонтовский». Находится в 4,0 км к северо-западу от хутора Муравейник.
- Курганная группа «Мамонтовский I» из 5 курганов. Находится в 3,5 км к юго-западу от хутора Муравейник.
- Курганная группа «Мамонтовский II» из 3 курганов. Находится в 3,0 км к юго-западу от хутора Муравейник.
- Курганная группа «Муравейник II» из 3 курганов. Находится в 3,0 км к юго-востоку от хутора Муравейник.
- Курган «Муравейник III». Находится в 3,8 км к югу от хутора Муравейник[4].